# Leleni
Leleni é uma vila e sede da comuna rural de Loguana, no circunscrição de Cutiala, na região de Sicasso ao sul do Mali.